# 奧波萊縣

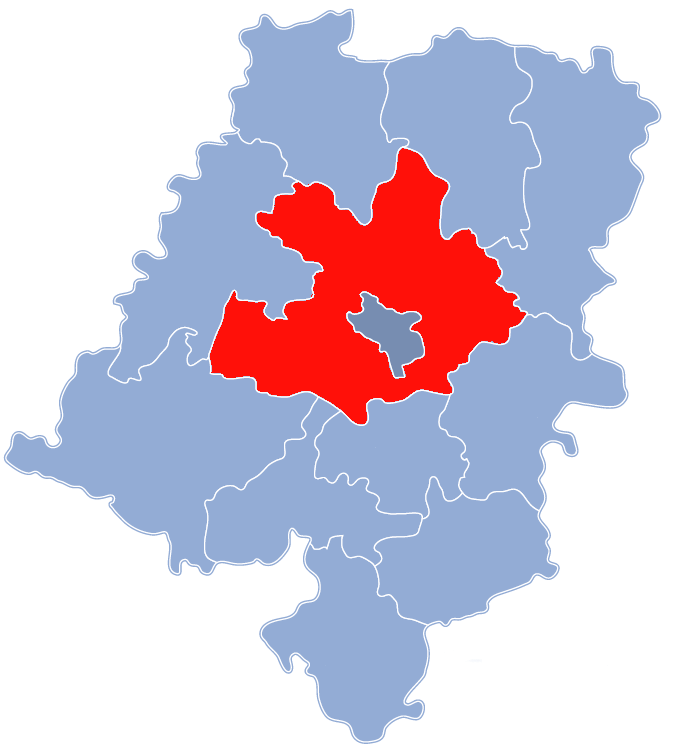

50°40′N 17°56′E / 50.667°N 17.933°E
奧波萊縣（波蘭語：Powiat opolski），是波蘭的縣份，位於該國南部，由奧波萊省負責管轄，首府設於奧波萊，面積1,587平方公里，2006年人口134,874，人口密度每平方公里85人。